# Porta Altinia
Porta Altinia è una delle tre porte che si aprono sulle mura cinquecentesche di Treviso.
Si colloca all'estremità meridionale del centro storico (ma l'entrata si rivolge verso est) e permetteva di conseguenza gli accessi da Mestre e Venezia attraverso il Terraglio. Il nome è però legato alla città romana di Altino, dalla quale si poteva giungere attraverso l'attuale provinciale "Jesolana".
Fu realizzata nel 1514 accanto a una precedente porta medievale di cui sussistono le volte. Il suo aspetto, con mattoni a vista e poche decorazioni in pietra, è decisamente più sobrio rispetto alle altre due porte. La parte superiore è sagomata a mo' di torrione con ampi finestroni sulle facciate interna ed esterna, mentre i fronti laterali presentano ancora i fori delle cannoniere.
Alla caduta della Serenissima (1797) fu rimosso il leone marciano che campeggiava sul lato esterno. La facciata interna, inoltre, era ornata da vari affreschi - forse - di Pomponio Amalteo che raffiguravano il leggendario attacco di Attila alla città (non è un caso, quindi, se il suo nome fu spesso modificato in porta Attilia).
Sul fianco occidentale sorgeva una grossa casamatta andata demolita nell'Ottocento.